# Else Vellinga
Else Vellinga – amerykańska mykolożka.
Else Vellinga zajmuje się opisywaniem i klasyfikacją gatunków grzybów w Kalifornii i poza nią, zwłaszcza grzybów z rodzajów Macrolepiota i Chlorophyllum. Opisała 22 nowe gatunki grzybów w Kalifornii, a ostatnio pracowała w zbiorach grzybów na Uniwersytecie Kalifornijskim w Berkeley i SFSU przy projektach digitalizacji zbiorów grzybów wielkoowocnikowych i mikroskopijnych. Doktorat uzyskała na Uniwersytecie w Lejdzie w Holandii. Zaproponowała szereg gatunków kalifornijskich i hawajskich grzybów do globalnej bazy danych IUCN gatunków zagrożonych. Stara się być na bieżąco z literaturą dotyczącą grzybów.
Przy nazwach naukowych utworzonych przez nią taksonów dodawane jest jej nazwisko Vellinga.